# Végh Attila
Végh Attila (Budapest, 1962. február 13. –) József Attila-díjas magyar költő, próza- és esszéíró, természetfotós és -filmes. Gödöllőn az Agrártudományi Egyetemen, valamint Debrecenben filozófia szakon szerzett diplomát.

## Tevékenység
Verseket, novellákat, filozófiai esszéket és tanulmányokat ír, publicistaként pedig filmkritikát, interjút, tárcát és recenziót írt. Első versei az Élet és irodalomban jelentek meg. Folyamatosan a Mozgó Világban kezdett verseket és esszéket publikálni, a nyolcvanas években. Fotói is itt jelentek meg. Írásai a Magyar Napló, a Demokrata, a Kortárs, a Kapu, a Magyar Művészeti Fórum, az Ökotáj, a Cédrus, a Napút, az Országépítő, az Új Holnap, az Új Balaton, a Virrasztó, az Ezredvég, a Parnasszus, a Bárka, a Szépirodalmi Figyelő, a Palócföld, a Szegedi Bölcsészfüzetek, a Disputa, az Életünk, az Irodalmi Jelen, a Hitel, a Nagyítás és az Új Forrás című folyóiratokban jelentek-jelennek meg.

## Iskolák
- Gödöllői Agrártudományi Egyetem
- ELTE – Kulturális antropológia
- Debreceni Egyetem – Filozófia

## Megjelent kötetei
- Az ügyész sétája (versek) EPL 1999
- Fényérték (filmkritikák), Magyar Ház, 2000
- A süllyedés metafizikája (filozófiai esszék), Kairosz 2001
- Óda a nemléthez (versek), EPL 2001
- A növényvilág ékszerei (természetfotó-album), Szaktudás 2002
- Tiltott építkezés (versek), Parnasszus–FISZ 2003
- A láthatatlan part (versek), Ráció 2004
- A kígyó bőre (dialógusok Vasadi Péterrel) Kortárs 2005
- Az unatkozó angyal (filozófiai esszék) Ráció 2005
- Elszakadás (versek), Magyar Napló 2006
- Li mester könyve (kisprózák) Napkút 2006
- Hamuszáj (versek) Magyar Napló 2008
- Közelítések (fotók, esszék) Napkút, 2009
- A torzó tekintete (tanulmányok) Éghajlat, 2010
- Parmenidész-töredékek (fordítás, tanulmány) Attraktor, 2010
- Virrasztó Jenő álmai (novellák) Magyar Napló, 2012
- A ragyogás ideje (esszék) Helikon, 2012
- A pillanat öregkora (versek) Napkút, 2013
- Hogy szívedet kiürítsd... (regény) L'Harmattan, 2014
- A víz könyve (esszék, természetfotók) Orpheusz, 2015
- A görög dráma esszészótára (esszék) L'Harmattan, 2017
- Dunai Lolita (regény) Orpheusz, 2017
- A víz arca. Válogatott és új versek; Magyar Napló, Bp., 2018
- Sárkányfüves könyv (esszék) Előretolt Helyőrség, 2019
- Görög tragédiáim (esszék) L'Harmattan, 2020
- Transzbeton (versek) Magyar Napló, 2022
- Halálcsillag (esszé) Orpheusz, 2024
- Dionüszosz-infúzió (esszék) L'Harmattan, 2025
- A belső őserdő (esszé) Magyar Napló, 2025

## Írószervezeti tagság
- Magyar Írók Egyesülete (elnökségi tag)
- Magyar Írószövetség (választmányi tag, költői szakosztály elnökségi tag)
- Magyar Alkotóművészek Országos Egyesülete
- Immun Csoport

## Díjak
- Bertha Bulcsu emlékpályázat fődíja (2007)
- Quasimodo-oklevél (2008, 2010, 2021)
- Tokaji Írótábor nagydíja (2011)
- József Attila-díj (2012)
- A Magyar Érdemrend lovagkeresztje (2022)
- Arany János-díj (2023)
- Prima-díj (2024)
- Magyarország Babérkoszorúja díj (2025)